# 千葉博
千葉 博（ちば ひろし、1965年 - ）は、日本の弁護士（第二東京弁護士会）。千葉総合法律事務所所長。LEC東京リーガルマインド元講師。東京都出身。

## 来歴・人物
- 1965年東京生まれ
- 開成中学校・高等学校を経て、1990年 東京大学法学部卒業
- 1991年 司法試験合格
- 1994年 弁護士登録、高江・阿部法律事務所入所
- 1998年 矢野総合法律事務所（後の矢野・千葉総合法律事務所）入所
- 資格試験予備校早稲田セミナー専任講師(2009年度をもって退任)
- 2008年　千葉総合法律事務所開設
- 2010年 LEC東京リーガルマインド専任講師(2016年度をもって退任)

- 保険関係・企業法務・労働関係・労働関係・一般民事を中心に弁護士業務に携わる

## 著書
- 『3時間でわかる民法入門』（早稲田経営出版）
- 『3時間でわかる刑事訴訟法入門』（早稲田経営出版）
- 『千葉博の新・絶対つかえる論証集 民法』（早稲田セミナー）
- 『千葉博の新・絶対つかえる論証集 憲法』（早稲田セミナー）
- 『千葉博の新・絶対つかえる論証集 刑法』（早稲田セミナー）
- 『千葉博の新・絶対つかえる論証集 商法』（早稲田セミナー）
- 『千葉博の新・絶対つかえる論証集 訴訟法』（早稲田セミナー）
- 『千葉博の新・絶対つかえる論証集 労働法』（早稲田セミナー）
- 『入門 民法はこう読む』（日本実業出版社）
- 『解いて覚える穴うめ式民法』（日本実業出版社）
- 『図解でわかる刑事訴訟法』（日本実業出版社）
- 『民法のしくみ－図解で早わかり』（三修社）
- 『法律のしくみ－図解で早わかり』（三修社）
- 『常識としての民法-これだけは知っておきたい』（ナツメ社）
- 『新はじめて学ぶ行政法』（三修社）
- 『条文完全制覇！試験に出る行政法条文問題セレクト337』（三修社）
- 『千葉博の司法試験絶対合格術』（ダイヤモンド社）
- 『図解 会社と仕事の法律がわかる事典』（三修社）
- 『図解 裁判・訴訟の法律がわかる事典』（三修社）
- 『株式会社の役員規程・議事録サンプル集基本フォーマット50』（三修社）
- 『これで納得！すぐわかる労働法 見る・読む・学ぶ実務講座の決定版』（労働行政）
- 『労働時間・休日・休暇Q&A』（労働行政）
- 『使用者責任・運行供用者責任を回避するための従業員の自動車事故と企業対応』（清文社）
- 『労働法に抵触しないための人員整理・労働条件の変更と労働承継-Q&A』（清文社）
- 『1番難しい試験に合格させるプロが書いた! スランプに負けない勉強法 (どんな目標も達成できる!自分をマネジメントする30の習慣)』（フォレスト出版）